# Conferència de Presidents del Parlament Europeu
La Conferència de Presidents és el principal òrgan polític intern de govern del Parlament Europeu, primera branca del poder legislatiu de la Unió Europea. Està composta pels presidents dels grups polítics de l'Eurocambra i per el de la mateixa institució, que la presideix. També participa en les seves reunions un representant sense dret a vot dels diputats no inscrits.
La Conferència de Presidents adopta les seves decisions per consens o per votació ponderada, d'acord amb el pes parlamentari dels grups representats.
La Conferència de Presidents té competència en:
- l'organització dels treballs i l'organització legislativa de la Cambra;
- l'atribució de competències a les comissions parlamentàries i delegacions i la determinació de la seva composició;
- les relacions amb les altres institucions, òrgans i organismes de la Unió Europea, els Parlaments nacionals dels Estats membres i les assemblees legislatives de tercers països;
- la preparació del calendari de la Institució i de l'ordre del dia de les sessions;
- la distribució dels escons dels diputats en l'hemicicle.

## Composició actual
| Composició de la Conferència de Presidents el novembre de 2010 | Composició de la Conferència de Presidents el novembre de 2010 | Composició de la Conferència de Presidents el novembre de 2010 |
| President                                                      | President                                                      | Grup polític                                                   |
| -------------------------------------------------------------- | -------------------------------------------------------------- | -------------------------------------------------------------- |
|                                                                | Jerzy Buzek                                                    | President del Parlament Europeu                                |
|                                                                | Joseph Daul                                                    | Partit Popular Europeu                                         |
|                                                                | Martin Schulz                                                  | Aliança Progressista de Socialistes i Demòcrates               |
|                                                                | Guy Verhofstadt                                                | Aliança dels Liberals i Demòcrates per Europa                  |
|                                                                | Daniel Cohn-Bendit                                             | Els Verds-Aliança Lliure Europea                               |
| Rebecca Harms                                                  |                                                                | Els Verds-Aliança Lliure Europea                               |
|                                                                | Michał Kamiński                                                | Conservadors i Reformistes Europeus                            |
|                                                                | Lothar Bisky                                                   | Esquerra Unida Europea-Esquerra Verda Nòrdica                  |
|                                                                | Nigel Farage                                                   | Europa de la Llibertat i la Democràcia                         |
| Francesco Speroni                                              |                                                                | Europa de la Llibertat i la Democràcia                         |
|                                                                | Diane Dodds                                                    | No inscrits                                                    |